# 安祖

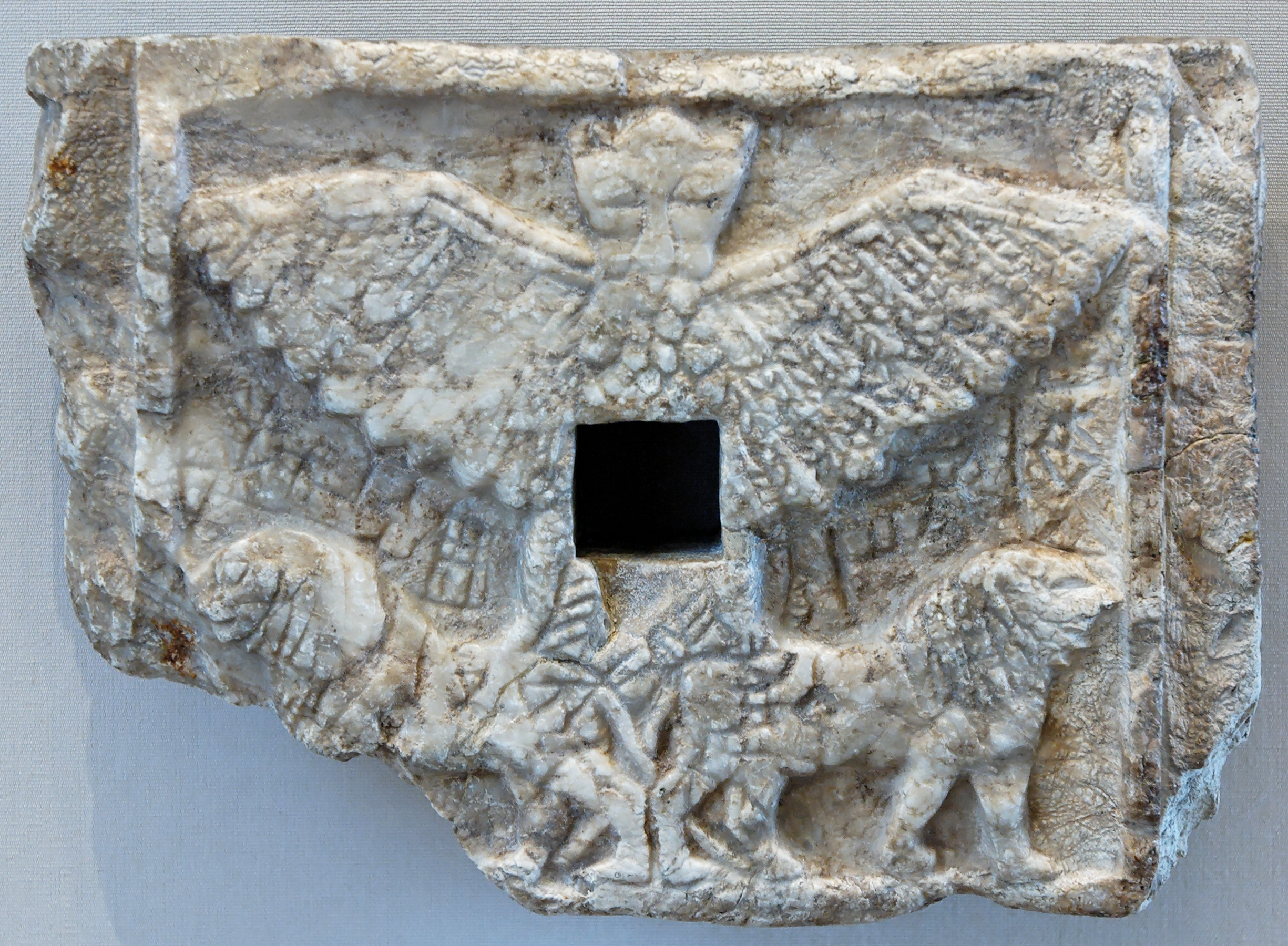
安祖

安祖（Anzû）或稱祖（dZû）是古代美索不達米亞宗教的怪物，據說是由阿普蘇的淡水海洋孕育而生，或是西里斯之子，其外型是巨大的鳥，或是獅頭鷹。

## 神話
在蘇美和阿卡德神話中，安祖是半人半鳥的風暴鳥，南風和雷雲的化身，從恩利爾那裡偷走「命運石板」，將石板藏在山頂上。儘管其他神都害怕它，但安努還是命令他們取回石板。根據一篇文獻記載，馬爾杜克殺死了這隻鳥；在另一個故事中，它被尼努爾塔的箭射中而死。